# Pepe Espaliú
Pepe Espaliú (* 26. Oktober 1955 in Córdoba, Spanien; † 2. November 1993 ebendort) war ein spanischer Künstler. Er gilt als einer der wichtigsten Künstler Spaniens in den 1980er Jahren.

## Leben und Wirken
Espaliú  entstammte einer Juwelierfamilie und studierte Kunst zunächst in seiner Heimatstadt, später in Sevilla und machte seinen Abschluss in Barcelona.
Ende der 1970er Jahre ging er nach Paris, wo ihn das Werk der Philosophen Jacques Lacan und Roland Barthes stark beeinflusste.
In den 1980er Jahren war eine Galerie in Sevilla sein fester Bezugspunkt als Künstler, es folgten Ausstellungen in Madrid, Amsterdam und New York.
1990 erhielt er die Diagnose Aids. Er starb am 2. November 1993 im Alter von 38 Jahren an der Folge der Immunschwächekrankheit.
2010 wurde in seiner Heimatstadt ihm zu Ehren das Centro de Arte Pepe Espaliú eröffnet, das sich seinem Werk widmet.

## Werk
Schon 1994 – bereits ein Jahr nach seinem Tod – wurde eine Retrospektive im Museo Reina Sofía abgehalten.
Hauptthemen seines Werkes waren der Tod, Aids, Angst, Isolation, Krankheit und Schmerz.
Tätig war er vor allem als Maler, Bildhauer, Aktionskünstler und Autor.
In der Aktionskunst Carrying verarbeitete er seine Aidserkankung, wo er von einer Menschenmenge durch Madrid und San Sebastian getragen wurde, ohne den Boden zu berühren. Damit wollte er gegen Homophobie und den Umgang mit Aids in der spanischen Gesellschaft demonstrieren.
In der Gemeinschaftsausstellung „Crip Time“" des Museums für Moderne Kunst Frankfurt am Main 2021 sind drei Objekte des Künstlers zu sehen.